# 삼지연 초대소
삼지연 초대소(三池淵招待所)는 조선민주주의인민공화국 백두산 인근의 양강도 삼지연시 포태리에 위치한 호텔이다.

## 역사
백두산 초대소는 삼지연 초대소로도 불리는데 양강도 삼지연군 삼지연읍에서 서남쪽으로 약 1km 떨어진 포태노동자구에 위치하고 있다. 해발 2700 m에 위치해 특수부대가 아니면 접근이 어려운 난공불락의 거점이다.
1980년 9월 준공됐고 총부지면적은 95만m2에 이른다. 삼지연못가의 별장과 포태비상집무실 등으로 구분되어 있다. 김정일이 백두산 초대소를 방문할 때를 대비해 양강도 혜산시에는 김정일의 전용열차만 정차하는 전용역도 있다. 김정일의 초대소 중 가장 큰 규모로 지하시설도 완비돼 있고, 인근에 있는 공항과 지하통로로 연결돼 있으며, 최근에는 헬기 격납고도 새로 정비되었다. 중국 지린성과는 철도 및 도로로 연결돼 있어서 유사시 외국으로 탈출하는 데도 적합한 입지 조건을 갖추고 있다.
김정일은 전면전이나 쿠데타 등 유사시에 중국으로 탈출하기 직전, 마지막에 사용하는 임시 사령부를 삼지연 초대소에 설치했다.
김일성, 김정일은 삼복더위를 피해 삼지연 초대소에 찾아와 개장국을 즐겼다. 북한에서는 개고기를 '단고기'라고 부르며 삼복더위 때에는 돈 있고 권력 있는 사람들은 '단고기집'에 몰리고, 부유한 가정들에선 식용으로 개고기를 즐기고 있다.
양강도 삼지연 초대소는 일명 '4계절 궁전'이라 불리는 곳으로 지하 5층 건물이다. 북한은 이 건물을 만들기 위해 1998년 일본 미쓰비시로부터 15t 화물차 30대를 수입하기도 했다. 터널을 통해 중국과 연결되어 있다.
2012년 9월 18일, 함경북도 북한 국가보위부 소속의 한 소식통은 "양강도 삼지연에 있던 전시사령부를 라선시 초대소 자리로 옮기는 것을 전제로 공사가 곧 시작될 것"이라고 자유아시아방송에 밝혔다. 김일성 시대에는 전시사령부를 자강도 강계시 주변에 두었다. 그러나 김정일 시대인 1995년부터 수년간에 걸쳐 전시사령부를 양강도 삼지연군으로 옮겼고 2012년에 다시 라선특별시로 전시사령부를 옮겼다.

## 천안함
2010년 3월 26일, 백령도 근처 해상에서 대한민국 해군의 초계함인 PCC-772 천안이 북한 잠수함에 격침되었다. 이명박 대통령이 매우 분노했다. 이 사건 직후, 김정일은 전시사령부가 설치된 삼지연 초대소에서 오랫동안 머물렀다.
2010년 11월 23일 북한이 연평도 포격 도발을 했다. 이명박 대통령은 F-15K 전투기로 대규모 보복 공습을 지시했으며, 국방장관이 이를 말리고, 즉시 해임되었다.
평양에서 전시사령부가 설치된 삼지연 초대소 까지는 1호열차를 사용해 오가는데, 2011년 12월 17일 김정일이 1호열차 안에서 급성 심장마비로 사망했다. 천안함과 연평도 사건 이후, 김정일이 장기간 삼지연 초대소의 전시사령부에서 머물렀다고 보도되었다.
1호 열차에는 의료진과 의료장비를 실은 객차가 4량이나 됐지만 김정일의 사망을 막지는 못했다. 그가 1호 열차 안에서 숨을 거뒀다는 게 북한의 공식 발표다.
2012년 김정은이 집권했는데, 김정일의 사망에 중국의 책임이 있다는 보도도 있었다. 중국 책임론이 정확하게 확인이 되지는 않았지만, 북한은 2012년 전격적으로 삼지연 초대소에서 라선시 초대소로 전시사령부를 이전했다. 삼지연 초대소는 중국으로만 도망칠 수 있지만, 라선시 초대소는 중국이나 러시아로 선택을 해서 도망칠 수 있다고 보도되었다.

## 2018년 남북정상회담
2018년 9월 20일, 문재인 대통령과 김정은 위원장이 백두산 천지에 올랐다가 내려와서 삼지연 초대소에서 오찬을 했다. 삼지연 초대소에서 문재인 대통령 평양정상회담 특별수행원으로 방북한 가수 알리가 작곡가 김형석의 피아노 연주에 맞춰 노래를 불렀다. 알리는 천지에서도 아리랑을 반주 없이 불렀다.

## 같이 보기
- 삼지연공항
- 삼지연 미사일 기지
- B1 벙커 - 김정일 정부의 B1 벙커가 삼지연 초대소였다.